# 亞蘇尼國家公園
亞蘇尼國家公園（西班牙語：Parque Nacional Yasuní）是厄瓜多爾的國家公園，位於該國東北部，分属納波省和帕斯塔薩省，始建於1979年7月26日，面積9,823平方公里，是150種兩棲類動物的棲息地。公园内有2个未接觸部落。

## 石油
亚苏尼国家公园内有丰富的石油资源，截至2017年，已出产17亿桶原油，约占厄瓜多尔石油储量的40％。资源开发、加快经济发展，与环境保护的矛盾日益明显。为此，厄瓜多尔政府和民间环保主义人士进行过多次交涉。
2013年，石油产业的产值占厄瓜多尔国家预算的三分之一。
2023年8月，厄瓜多爾舉行公投，決定停止在亞蘇尼國家公園開發所有新油井。根據厄瓜多爾全國選舉委員會的數據，就是否拒絕在有關國家公園內的43號區塊進行石油勘探，在超過90%已清點的選票中，超過58%的人支持；41%的人反對。

## 威胁
目前，公园正受到非法圈地、不加控制的非法砍伐和非法狩獵的威胁。

## 图集

公园的范围
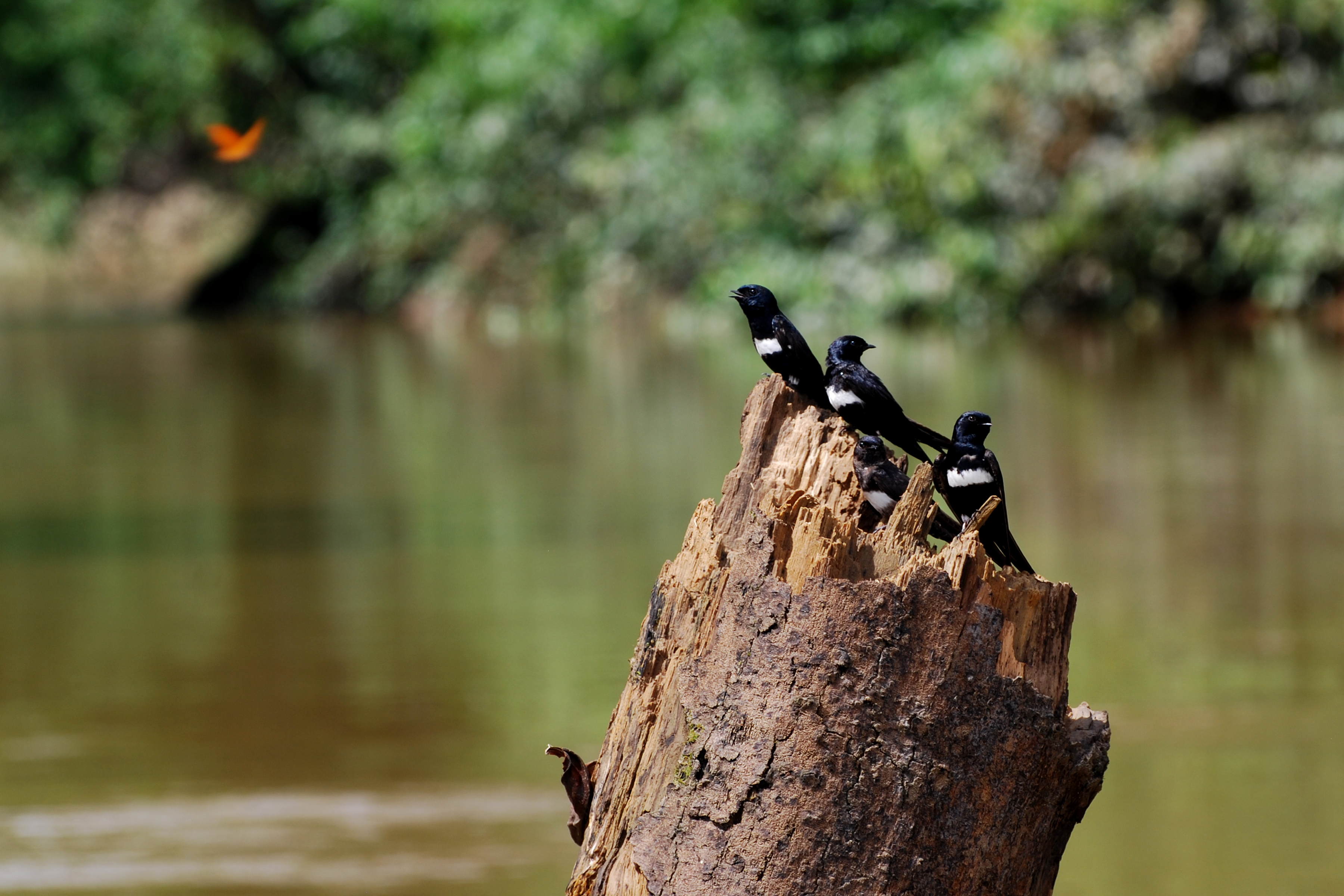
白斑燕
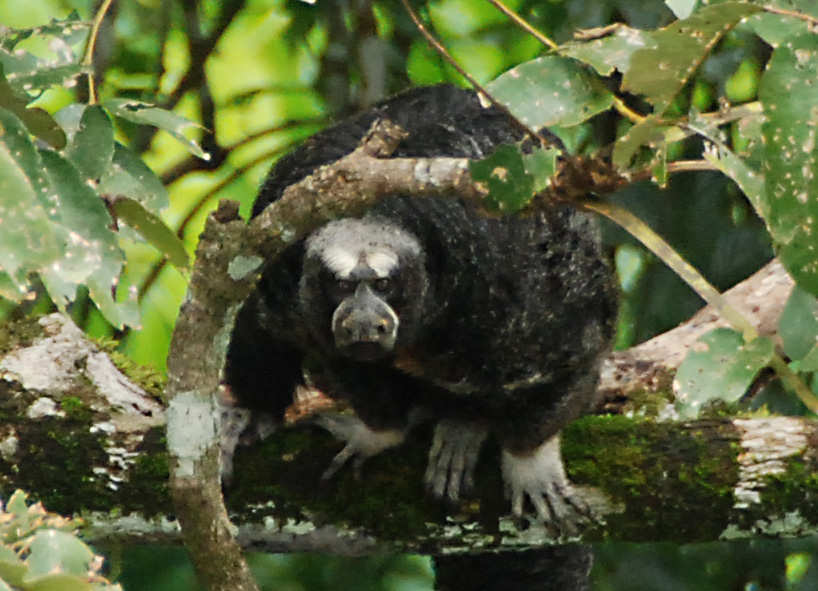
一种僧面猴

## 外部連結
- Yasuni Green Gold Campaign to save the park and its indigenous people（页面存档备份，存于）
- Yasuni Campaign by New Internationalist
- Yasuni Campaign by Ecuadorian civil society organizations - Amazonia por la Vida